# Meinrad Ott
Meinrad Ott (* 10. Januar 1830 in Öpfingen; † 30. April 1878 in Rottweil) war ein deutscher katholischer Geistlicher, Gymnasiallehrer und Klassischer Philologe.

## Leben
Meinrad Ott besuchte das Gymnasium (siehe Johann-Vanotti-Gymnasium) in Ehingen. Er immatrikulierte sich 1848 an der Universität Tübingen und studierte bis 1852 Philosophie, Philologie und Theologie; 1853 erhielt er für die Lösung einer philosophischen und einer theologischen Preisaufgabe jeweils einen Preis von der katholischen theologischen Fakultät der Universität Tübingen.
Er promovierte 1863 zum Dr. phil und erhielt 1877 die Würde des Dr. theol. anlässlich des Jubiläums der Universität Tübingen.
Nach Beendigung des Studiums wurde er 1853 zum Priester geweiht, war kurzzeitig als Seelsorger tätig und kehrte 1855 als Repetent am Theologenkonvikt Wilhelmsstift nach Tübingen zurück; gleichzeitig setzte er seine philologischen Studien fort. Im Sommer 1857 bestand er die philologische Professoratsprüfung und studierte an der Universität Erlangen unter anderem bei Carl Friedrich Nägelsbach, Ludwig von Döderlein und Franz Delitzsch; im Herbst 1858 wurde er Professoratsverweser.
1859 erfolgte seine Ernennung zum Gymnasialprofessor am humanistischen Gymnasium (seit 1953 Albertus-Magnus-Gymnasium) in Rottweil; dort unterrichtete er die klassischen Sprachen, Hebräisch und Deutsch. 
Er wurde am 21. Februar 1874 Rektor des Gymnasiums in Ehingen und blieb auch in diesem Amt, als er 1876 einen Ruf zur Übernahme des Lehrstuhls für neutestamentliche Exegese an der katholisch-theologischen Fakultät der Universität Tübingen erhielt, diesen jedoch nicht annahm. 
Er verstarb im Haus seines Bruders Johann Nepomuk Ott (* 8. Juni 1838 in Öpfingen; † 15. April 1888), Rektor des Gymnasiums in Rottweil.

## Ehrungen und Auszeichnungen
Meinrad Ott erhielt 1875 das Ritterkreuz erster Klasse des Friedrichs-Ordens.

## Schriften (Auswahl)
- Charakter und Ursprung der Sprüche des Philosophen Sextius. In: Einladungs-Schrift zu der Feier des Geburtsfestes Seiner Majestät des Königs Wilhelm von Württemberg. Rottweil 1861 (Digitalisat).
- Die syrischen "Auserlesenen Sprüche des Herrn Xistus Bischofs von Rom" bieten uns in der That nicht eine Xistusschrift, sondern sie sind eine überarbeitete Sextiusschrift. In: Programm des Kgl. Gymnasiums in Rottweil. Rottweil 1862 (Digitalisat).
- Die Humanitätslehren heidnischer Philosophie um die Zeit Christi. In: Theologische Quartalschrift, Band 52, 1. Quartalheft, 1870. S. 355–402 (Digitalisat).